# Anneau de Goldman
En mathématiques, un anneau de Goldman est un anneau intègre A dont le corps des fractions est une algèbre de type fini sur A. Ces anneaux sont nommés ainsi en l'honneur d'Oscar Goldman, qui les introduisit dans son article consacré au Nullstellensatz de Hilbert.

## Définition formelle
Un anneau intègre R est de Goldman s'il vérifie les conditions équivalentes suivantes :
- son corps des fractions est une extension simple de R ;
- son corps des fractions est une extension finie de R ;
- l'intersection de ses idéaux premiers non nuls n’est pas réduite à 0 ;
- il existe un élément {\displaystyle u} non nul tel que pour tout idéal non nul {\displaystyle I}, il existe {\displaystyle n\in \mathbb {N} } tel que {\displaystyle u^{n}\in I}[2].

## Résultats élémentaires
On dit qu'un idéal de R est un idéal de Goldman si R/I est un anneau de Goldman. Comme l'anneau quotient R/I est intègre si et seulement si l'idéal I est premier, tout idéal de Goldman est premier. Le radical d'un idéal est l'intersection de tous les idéaux premiers qui le contiennent. On montre que, dans cette intersection, il suffit de se restreindre aux idéaux de Goldman.
Tout idéal maximal est de Goldman, puisque le quotient par un idéal maximal est un corps et qu’un corps est trivialement un anneau de Goldman. Dans un anneau de Jacobson, il n'y a pas d'autres idéaux de Goldman que les idéaux maximaux. C'est en fait une caractérisation des anneaux de Jacobson : un anneau est de Jacobson si tous ses idéaux de Goldman sont maximaux. Cette observation, combinée au résultat que R[X] est un anneau de Jacobson si et seulement si R l'est, permet d’obtenir une démonstration simplifiée du Nullstellensatz.
Une extension {\displaystyle T\supset R} d'un anneau de Goldman R est algébrique si et seulement si toute extension d'anneau de R contenue dans T est un anneau de Goldman.
Un anneau noethérien intègre est de Goldman si et seulement si son rang est inférieur ou égal à 1, et s'il n'a qu'un nombre fini d'idéaux maximaux (ou, de manière équivalente, d’idéaux premiers).